# Decametra mollis
Decametra mollis is een haarster uit de familie Colobometridae.
De wetenschappelijke naam van de soort werd in 1909 gepubliceerd door Austin Hobart Clark.